# لیوبومیر بوژینوف
لیوبومیر بوژینوف (بلغاری: Любомир Божинов؛ زادهٔ ۱۶ مهٔ ۱۹۸۶) بازیکن فوتبال اهل بلغارستان است.
از باشگاه‌هایی که در آن بازی کرده است می‌توان به باشگاه فوتبال لوکوموتیو صوفیه اشاره کرد.